# IC 1014
IC 1014 ist eine lichtschwache Balken-Spiralgalaxie vom Hubble-Typ SBdm im Sternbild Bärenhüter am Nordhimmel. Sie ist schätzungsweise 58 Millionen Lichtjahre von der Milchstraße entfernt und hat einen Durchmesser von etwa 45.000 Lj.

Im selben Himmelsareal befinden sich u. a. die Galaxien NGC 5648 und NGC 5655.
Das Objekt wurde am 27. April 1867 vom US-amerikanischen Astronomen Truman Henry Safford entdeckt.